# Postigo (puerta)

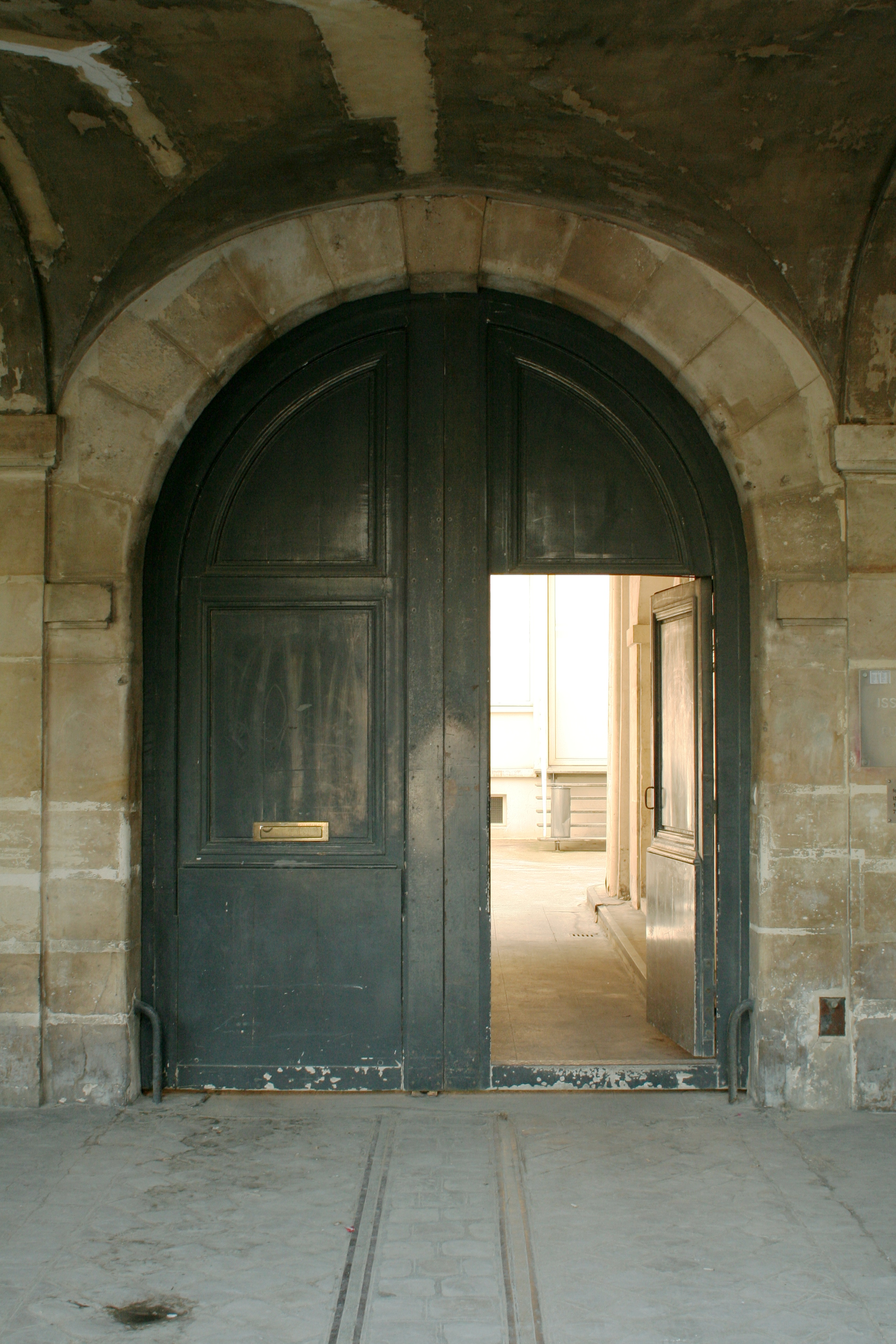
Postigo en un portalón de la plaza de los Vosgos en París.

Se llama postigo o  portillo a la puerta abierta en la hoja de otra puerta de mayores dimensiones así como en las ventanas o contraventanas. 
Es habitual encontrar postigos en las puertas cocheras o en las de vehículos. Su finalidad es proporcionar acceso a los peatones sin necesidad de tener que abrir la hoja completa. En muchas puertas de grandes dimensiones y rejas se encuentran también postigos practicados en su propia abertura. 
También se denominan postigos a las grandes arcadas del patio del Carrusel y del Palacio del Louvre, en París que sirven de pasadizo a los peatones y a los coches.